# Хоторн, Ким
Ким Хоторн (англ. Kim Hawthorne; род. XX век, Джерси-Сити, Нью-Джерси) — американская актриса, в основном, известная благодаря работам на телевидении.

## Биография
Хоторн родилась в Джерси-Сити, штат Нью-Джерси, и окончила Южный Бирмингемский колледж в штате Алабама, после чего переехала в Атланту, Джорджия, где начала карьеру на театральной сцене. В середине 1990-х она переехала в Нью-Йорк, где выступала на офф-бродвейской сцене, а также в дневной мыльной опере «Все мои дети» с 1994 по 1996 год. В 1997 году она сменила Мишель Хёрд в роли Даны Крамер в мыльной опере «Другой мир». Затем она переместилась в прайм-тайм, где появлялась в «Косби», «Тысячелетие», «За гранью возможного», «Звёздные врата: SG-1» и «Андромеда». В 1997-98 годах она выступала в бродвейском мюзикле «Жизнь».
Хоторн за свою карьеру появилась в нескольких десятках телевизионных шоу. С 2000 по 2005 год она снималась на регулярной основе в канадском процессуальном сериале «Следствие ведёт Да Винчи». Также у неё была второстепенная роль в сериале Showtime «Иеремия» в 2002—2003 годах. В 2006 году она снялась с Луи Си Кей в недолго просуществовавшем сериале HBO «Счастливчик Луи». В 2014 году у неё была второстепенная роль в недолго просуществовавшем сериале Fox «Рейк». Также она появилась в «C.S.I.: Место преступления Майами», «В Филадельфии всегда солнечно», «Частная практика», «Риццоли и Айлс», «Саутленд», «Касл» и «Морская полиция: Лос-Анджелес».
В 2015 году Хоторн получила одну из главных ролей в сериале Oprah Winfrey Network «Гринлиф».